# Lasiobelba capilligera
Lasiobelba capilligera är en kvalsterart som först beskrevs av Berlese 1916.  Lasiobelba capilligera ingår i släktet Lasiobelba och familjen Oppiidae. Inga underarter finns listade i Catalogue of Life.